# Morimus orientalis
Morimus orientalis es una especie de escarabajo longicornio perteneciente al género Morimus, categorizada en la tribu Lamiini, de la subfamilia Lamiinae. Fue descrita por Reitter en 1894.
El período de actividad en los ejemplares adultos se presenta en los meses de mayo, junio y julio.

## Descripción
Mide 19-38,5 mm de longitud.

## Distribución
Se distribuye por Bulgaria, Irán y Turquía.